# 性成熟
性成熟是指一生物體可以繁殖的年齡或階段，以人類而言，身體己性成熟，心理和生理由兒童轉到成人的時期，稱為青春期。
人類女性的性成熟會以每月固定的月經為準，男性的性成熟則是以第一次遺精為準。
大部份多細胞生物無法在剛出生（或剛發芽時）就有生殖下一代的能力，視物種不同，可能要在出生後數天、數週或數年後才具有生殖能力。有些因素可能會導致生物體的性成熟，因素可能是外在的，例如乾旱，或是內在的，例如身體內的脂肪比例（內在導致性成熟的因素不能和直接導致性成熟的激素混為一談。）
性成熟代表生殖器官的成熟，可以產生配子，也可能伴隨著快速的成長或是其他體態的變化，這些稱為第二性徵，使两性异形的情形更加明顯。例如青春期的孩童的胸部都是平坦的，但成年女性會有隆起的乳房；成年男性就沒有，不過也有一些例外，像是肥胖症或是男性乳房發育症等疾病。
在性成熟後，有些生物體可能會變的不孕，或是會改變其性別。有些生物是雌雄同體，其中有些可以繁衍後代，另一些則不行。許多生物體的性成熟和年齡有相當的關係，但還是受其他原因影響。有可能有些生物尚未性成熟，但其他器官均已發育成熟，也有些生物其他器官尚未發育成熟，但已性成熟，有生育能力。若是性發育比其他的發育要快，稱為性早熟。若是其他的發育變緩慢，稱為幼態延續。這二者都是有性發育已成熟，但其他發育尚未成熟的情形。
最快性成熟的脊椎动物是假鳃鳉，在出生後17天就已性成熟，有生殖能力。哺乳動物中，旅鼠是很快性成熟的動物，在出生後一個月內就已性成熟，而且已有生育能力，旅鼠的性成熟期，雄性為44天以上，而雌性為20－40天。
蚜蟲繁殖速度驚人，两到三天即可繁殖一代，一次50个左右，也就是说，一只雌性蚜虫，2天以后就拥有2,500个后代，4天以后就拥有125,000个后代，6天以后就拥有6,250,000个后代

## 外部連結
- How does ratio of age of sexual maturity / lifespan vary across species? （页面存档备份，存于）
- Sex Differentiation Disorders (in humans) （页面存档备份，存于）
- Hermaphroditism in other species （页面存档备份，存于）
- Why do species change sex?
- Salmon sex changing （页面存档备份，存于）